# Tmetolophota propria
Tmetolophota propria är en fjärilsart som först beskrevs av Walker 1856c.  Tmetolophota propria ingår i släktet Tmetolophota och familjen nattflyn. Inga underarter finns listade i Catalogue of Life.